# Tricampa litura
Tricampa litura är en urinsektsart som beskrevs av Otto Conde och Thomas 1957. Tricampa litura ingår i släktet Tricampa och familjen Campodeidae. Inga underarter finns listade i Catalogue of Life.